# Velhos Goianos - Começou Risare
Velhos Goianos - Começou Risare é o quarto álbum de estúdio da banda de rock cômico Pedra Letícia, lançado em 11 de outubro de 2019 em todas as plataformas digitais.
O nome do álbum, "Velhos Goianos - Começou Risare" faz alusão ao grupo brasileiro Novos Baianos e seu famoso álbum de estúdio Acabou Chorare. O novo trabalho também traz canções românticas, narrativas mais profundas, provocações, além da clássica pluralidade de ritmos, que vai do country ao baião.

## Gravação e Produção
O novo álbum é uma síntese da essência dos integrantes da banda, que se isolaram em uma casa litorânea para intensificar o processo de composição das novas músicas: “A gente nunca se prendeu a nada, nunca se obrigou a fazer nenhum tipo de música específica. Inclusive, nem toda música precisava obrigatoriamente ser divertida ou engraçada. Isso está espelhado no novo disco, que está bem a nossa cara”, conta o vocalista Fabiano Cambota.
O álbum foi gravado no estúdio Sonastério em Belo Horizonte e foi totalmente produzido pela banda com instrumentos e vocais gravados ao vivo. “Pedra Letícia é isso: quatro caras que se encontraram e que se completam de alguma maneira. Todos são muito diferentes um do outro, mas o bom humor e a tolerância é o que nos une”, conta o guitarrista Xiquinho Mendes.
A música História Com Fins, teve um videoclipe em formato de animação, que foi lançado em julho, a faixa faz uma sátira motivacional e conta a história de uma banda que vive situações inacreditáveis para continuar existindo.
Os dois primeiros singles do álbum já foram lançados e estão disponíveis nas plataformas digitais da banda: "Mentira, Verdade, Mentira" e "Só O Chico Pode".
O trabalho também traz canções românticas compostas por Cambota sobre amor, relacionamento à distância e friendzone. O álbum contou com a participação especial da banda Maneva e da Orquestra Brasileira de Música Jamaicana na faixa "Final da Estrada" e do músico Rick Ferreira na faixa "Só o Chico Pode". 

## Faixas
Todas as faixas escritas e compostas por Fabiano Cambota, Kuky Sanchez, Xiquinho Mendes, Pedro Torres. 
| N.º            | Título                                         | Duração |  |
| 1.             | "Só O Chico Pode"                              | 3:47    |  |
| 2.             | "Final da Estrada" (Participação: Maneva)      | 4:15    |  |
| 3.             | "Mentira, Verdade, Mentira"                    | 4:25    |  |
| 4.             | "Crença"                                       | 4:05    |  |
| 5.             | "Ê Ô"                                          | 3:25    |  |
| 6.             | "Se Fosse Eu"                                  | 5:26    |  |
| 7.             | "História Com Fins"                            | 5:49    |  |
| 8.             | "O Juiz E O Jardineiro (Processo Trabalhista)" | 2:15    |  |
| 9.             | "Rotina"                                       | 2:46    |  |
| 10.            | "O Menino E O Pássaro Encantado"               | 3:14    |  |
| Duração total: | Duração total:                                 | 45:02   |  |

## Ficha Técnica

##### Pedra Letícia
- Fabiano Cambota - Vocal, violão, guitarra
- Xiquinho Mendes - Guitarra, backing vocal
- Kuky Sanchez - Baixo, backing vocal
- Pedro Torres - Bateria, backing vocal

##### ParticipaçõesEspeciais
- Maneva - Percussão (Faixa "Final da Estrada")
- Orquestra Brasileira de Música Jamaicana - Metais (Faixa "Final da Estrada")
- Rick Ferreira - Guitarra ressonadora (Faixa "Só o Chico Pode")